# 갈매초등학교
갈매초등학교는 대한민국 경기도 구리시에 있는 공립 초등학교이다.
|교가
불암산과 검암산이 둘러있는데
그 사이에 우뚝 솟은 우리 갈매교
자문중의 총준자제 양성하여서 국가에
동량이됄 인제 기르세
칧과 같이 한 없이 뻣어 나가고
매화같이 향기롭고 아름답도다.

## 학교 연혁
- 1944.04.01. 인창초등학교 갈매분교장인가
- 1945.09.30. 갈매초등학교 인가
- 1970.03.01. 갈매초등학교 사로분교장 인가
- 1972.03.01. 사로분교장이 내양초등학교로 승격분리
- 1980.03.07. 병설유치원 1학급 개원
- 1989.12.30. 본관 2층 7개 교실 증축
- 1996.11.29. 급식실 준공
- 1997.06.02. 전교생 급식 실시
- 2007.09.01. 제18대 김태순 교장 취임
- 2012.03.01. 6학급 편성
- 2013.02.12. 제68회 졸업(졸업생 총 3,558명)
- 2013.03.01. 택지지구 개발로 인해 임시 휴교
- 2017.09.01. 재개교